# Szeszcsor
Szeszcsor (románul: Săsciori falu Romániában, Erdélyben, Brassó megyében.

## Fekvése
Fogarastól délre, a récsei úton fekvő település.

## Története
Az egykor a Fogarasi járáshoz tartozó Szeszcsor falu nevét 1432-ben említette először oklevél Sescsori néven. További névváltozatai: 1518-ban Sesciori, 1632-ben Sesczior, Szesczior, 1733-ban Sescsor, 1760–1762 között Szeszcsor, 1808-ban Szescsor, 1861-ben Szeszcsor, 1888-ban Szeszcsor (Szaszcsor), 1913-ban Szeszcsor.
1632-ben I. Rákóczi György volt a falu birtokosa.
A trianoni békeszerződés előtt Fogaras vármegye Fogarasi járásához tartozott, 404 görögkatolikus román lakosa volt.

## Források

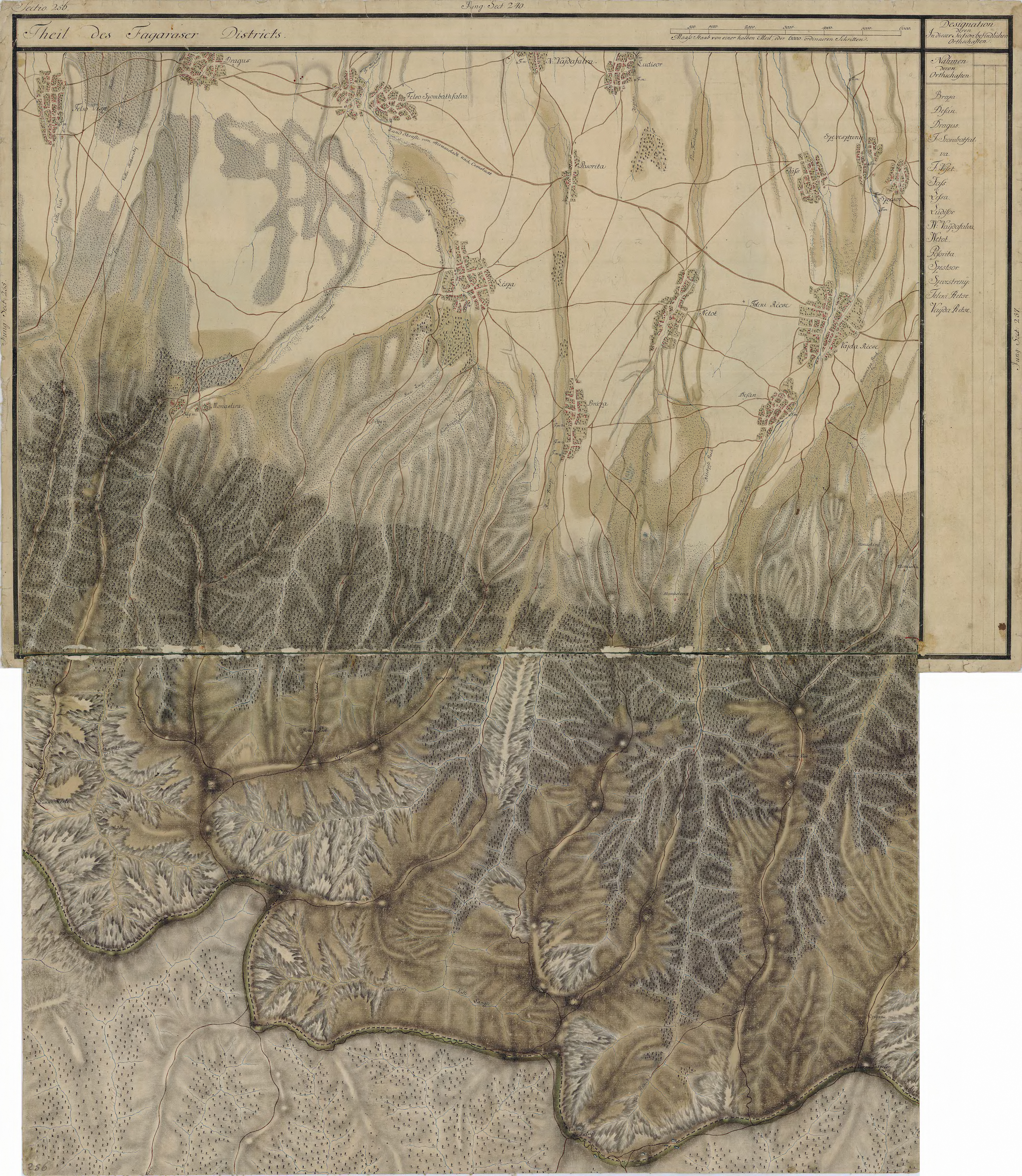
Szeszcsor egy régi térképen